# Marumba horiana
Marumba horiana är en fjärilsart som beskrevs av Clark 1937. Marumba horiana ingår i släktet Marumba och familjen svärmare. Inga underarter finns listade i Catalogue of Life.